# Oberwolfach
Oberwolfach és un municipi del districte d'Ortenau, Baden-Württemberg, Alemanya. Té una població aproximada de 2.700 habitants i es troba a la vall del riu Wolf, a la Selva Negra Central. El municipi és conegut, sobre tot, per ser la seu de l'Institut de Recerca Matemàtica d'Oberwolfach.